# Puchar Intertoto UEFA
Puchar Intertoto (UEFA Intertoto Cup) – letni turniej piłkarsk dla klubów europejskich, które nie zakwalifikowały się do innych głównych rozgrywek europejskich prowadzonych przez UEFA (Ligi Mistrzów i Pucharu UEFA) poprzez rozgrywki ligowe. Zwycięzcy Intertoto (w latach 2006–2008 11 zespołów) byli włączani do kwalifikacji w Pucharze UEFA. W 2008 odbył się ostatni turniej Intertoto.
W edycjach w których rozgrywano fazę pucharową, spośród polskich klubów tylko Polonia Bytom (sezon 1964/1965) triumfowała w tych rozgrywkach. Poza tym, jeszcze dwukrotnie polskie zespoły docierały do finału (Polonia Bytom w 1963/1964 oraz Ruch Chorzów w 1998).
Ponadto polskie drużyny wielokrotnie wygrywały swoje grupy w edycjach, w których nie rozgrywano fazy pucharowej. Najwięcej razy Pogoń Szczecin, Polonia Bytom oraz Wisła Kraków (każda po trzy). Dwukrotnie Widzew Łódź  zwyciężył w rozgrywkach grupowych w1976, 1982.

## Historia

### Początki
Koncepcja Pucharu Intertoto została stworzona przez austriackiego trenera Karla Rappana, brakowało mu jednak funduszy na jej zrealizowanie. Poszukując ich poznał Ernsta Thommena. Thommen, późniejszy wiceprezydent FIFA, od roku 1937 zajmujący się zakładami sportowymi w Szwajcarii, był bardzo zainteresowany pomysłem rozgrywek piłkarskich w lecie, tak by również w tym okresie roku istniał powód do obstawiania wyników meczów (stąd w nazwie pucharu słowo toto).
Pomysł na zawody będące w istocie tylko pretekstem dla zakładów nie podobał się UEFA, niemniej jednak organizacja zgodziła się na stworzenie takich rozgrywek. Nie objęła jednak oficjalnego patronatu nad nimi, nie pozwalała również na udział w nich klubów, które zakwalifikowały się do innych, rozpoczynających się jesienią turniejów, np. Pucharu Miast Targowych (z tego powodu, w sezonie 66/67 po wygraniu swej grupy z udziału w ćwierćfinale musiał zrezygnować Górnik Zabrze). Sprawiało to, że w Pucharze Intertoto nie mogły wziąć udziału najlepsze zespoły z najsilniejszych lig, a jedynie „średniacy” bądź mistrzowie słabszych piłkarsko krajów. Zespoły z Anglii, Włoch czy Hiszpanii w ogóle nie brały udziału.

### Lata 60.
Pierwsza edycja turnieju miała miejsce w roku 1961, pod nazwą Międzynarodowy Puchar Piłkarski (International Football Cup – IFC); od nazwiska twórcy rozgrywki nazywano go również Pucharem Karla Rappana. Przez sześć lat turniej miał następujący format: najpierw rozgrywki grupowe, po nich ćwierćfinały, półfinały i finał. W pierwszej edycji większość zespołów pochodziła z Holandii, RFN i Szwajcarii. Z czasem prestiż Pucharu rósł, zachęcając do udziału coraz więcej państw. Z drugiej strony, organizowanie meczów zaczęło nastręczać coraz większych trudności i po roku 1967 zdecydowano się zlikwidować fazę pucharową, pozostawiając jedynie rozgrywki na poziomie grupowym. W ten sposób Intertoto stało się turniejem bez zwycięzcy.

### Lata 90.
Taki stan rzeczy trwał aż do roku 1994, gdy UEFA przejęła oficjalnie kontrolę nad turniejem i postanowiła zmienić jego format. W kolejnym sezonie (1995/1996), powrócono do rozgrywania fazy pucharowej, kończącej się dwoma równoważnymi finałami. Ich zwycięzcy mieli zostać premiowani awansem do Pucharu UEFA. Sukces jednego z wygranych klubów, francuskiego Girondins Bordeaux, który po zwycięstwie w Intertoto dotarł aż do finału Pucharu UEFA, skłonił federację do powiększenia liczby równoległych finałów Pucharu Intertoto aż do trzech, dając wszystkim ich zwycięzcom możliwość udziału w Pucharze UEFA.

### Nowy format
Począwszy od sezonu 2006/2007, zmieniła się formuła rozgrywania Pucharu. Zamiast, jak wcześniej, pięciu rund, były jedynie trzy. Wszyscy ich zwycięzcy – łącznie jedenaście drużyn – przechodzili do drugiej rundy kwalifikacyjnej Pucharu UEFA (wcześniej trzy zwycięskie zespoły Intertoto awansowały do pierwszej rundy samego Pucharu).
Każde państwo mogło wystawić tylko jeden klub. Jedynie w wypadku, gdy któryś z krajów zdecydował się nie brać udziału w ogóle, możliwe było przejęcie jego miejsca przez inny kraj, który w ten sposób mógł wystawić dwa zespoły.

## Stosunek do Pucharu Intertoto
Niektóre kluby bojkotowały ten turniej, uznając, że udział w nim przeszkadza w przygotowaniach do nowego sezonu ligowego. Na przykład w 1995, pierwszym Pucharze po zmianie formuły, Anglia miała możliwość wystawienia trzech zespołów, jednak wszystkie kluby Premier League odmówiły udziału. Po interwencji UEFA, grożącej wyrzuceniem angielskich klubów ze wszystkich międzynarodowych rozgrywek, Anglicy nominowali ostatecznie trzy słabsze zespoły, z których żaden nie dostał się do dalszej fazy Pucharu, m.in. dlatego, że wystawiały one rezerwowy skład (z tego powodu Tottenham Hotspur przegrał 0:8 mecz z 1. FC Köln). W późniejszych latach UEFA zgodziła się na rezygnację klubów z udziału w tym turnieju.
Z drugiej strony, wiele zespołów po sukcesie w Intertoto osiągało bardzo dobre wyniki w Pucharze UEFA. Dwóch spośród trzech zwycięzców sezonu 2004/05 rok później grało już w Lidze Mistrzów.

## Zwycięzcy rozgrywek

### 1961–1966

#### 1961
- AFC Ajax –  Feyenoord 4:2

#### 1962
- 1962/63  Slovnaft Bratysława –  Padova Calcio 1:0

#### 1963
- 1963/64  Slovnaft Bratysława –  Polonia Bytom 1:0 *

* – rozegrano tylko jeden mecz finałowy

#### 1964
- 1964/65  Polonia Bytom –  Lokomotive Lipsk 5:4

#### 1965
- 1965/66  Lokomotive Lipsk –  IFK Norrköping 4:1

#### 1966
- 1966/67  Eintracht Frankfurt –  Inter Bratysława 4:3

### 1967 – 1994
W latach 1967–1994 odbywały się jedynie rozgrywki grupowe, bez finałów.

### 1995 – 2005
W 1995 roku rozegrano dwa równorzędne spotkania finałowe, od 1996 – trzy.
Podano łączne wyniki dwumeczów.

#### 1995
- RC Strasbourg –  Wacker Tyrol 7:2
- FC Girondins de Bordeaux –  Karlsruher SC 4:2

#### 1996
- Karlsruher SC –  Standard Liège 3:2
- En Avant Guingamp –  Rotor Wołgograd 2:2 *
- Silkeborg IF –  HNK Segesta 2:2 *

#### 1997
- SC Bastia –  Halmstads BK 2:1
- Olympique Lyon –  Montpellier Hérault SC 4:2
- AJ Auxerre –  MSV Duisburg 2:0

#### 1998
- Valencia CF –  SV Salzburg 4:1
- Werder Brema –  FK Vojvodina 2:1
- Bologna FC –  Ruch Chorzów 3:0

#### 1999
- Montpellier Hérault SC –  Hamburger SV 2:2 (3:0 w karnych)
- Juventus F.C. –  Stade Rennais 4:2
- West Ham United –  FC Metz 3:2

#### 2000
- Udinese Calcio –  Sigma Ołomuniec 6:4
- Celta Vigo –  Zenit Petersburg 4:3
- VfB Stuttgart –  AJ Auxerre 3:1

#### 2001
- Aston Villa –  FC Basel 5:2
- Paris Saint Germain –  Brescia Calcio 1:1 *
- Troyes AC –  Newcastle United 4:4 *

#### 2002
- Málaga CF –  Villarreal CF 2:1
- Fulham FC –  Bologna FC 5:3
- VfB Stuttgart –  Lille OSC 2:1

#### 2003
- FC Schalke 04 –  SV Pasching 2:0
- Villarreal CF –  Sc Heerenveen 2:1
- Perugia Calcio –  VfL Wolfsburg 3:0

#### 2004
- Lille OSC –  União Leiria 2:0
- FC Schalke 04 –  Slovan Liberec 3:1
- Villarreal CF –  Atlético Madryt 2:2 (3:1 w karnych)

#### 2005
- Hamburger SV –  Valencia CF1:0
- RC Lens –  CFR Cluj 4:2
- Olympique Marsylia –  Deportivo La Coruña 5:3

* – wygrana dzięki większej liczbie bramek na wyjeździe

### od 2006
Zgodnie z nową formułą, nie rozgrywa się już meczów finałowych. Jedenaście zespołów uzyskuje awans do drugiej rundy kwalifikacyjnej Pucharu UEFA.

#### 2006
- Newcastle United
- AJ Auxerre
- Hertha BSC
- FC Twente
- Kayserispor
- SV Ried
- Odense BK
- Grasshopper Club Zürich
- NK Maribor
- Ethnikos Achna
- Olympique Marsylia

#### 2007
- União Leiria
- UC Sampdoria
- Atlético Madryt
- Oțelul Gałacz
- Toboł Kustanaj
- Hamburger SV
- RC Lens
- Rapid Wiedeń
- Blackburn Rovers
- Hammarby IF
- Aalborg BK

#### 2008
- Deportivo La Coruña
- SSC Napoli
- SC Braga
- Grasshopper Club Zürich
- VfB Stuttgart
- FC Vaslui
- Stade Rennais
- Sturm Graz
- Aston Villa
- IF Elfsborg
- Rosenborg BK

## Osiągnięcia według państw
Stan na 31.08.2008:
| Lp. | Kraj       | Liczba zwycięstw | Liczba finalistów |
| --- | ---------- | ---------------- | ----------------- |
| 1.  | Francja    | 12               | 5                 |
| 2.  | Niemcy     | 8                | 4                 |
| 3.  | Hiszpania  | 5                | 4                 |
| 4.  | Włochy     | 4                | 2                 |
| 5.  | Anglia     | 4                | 1                 |
| 6.  | Polska     | 1                | 2                 |
| 7.  | Portugalia | 1                | 1                 |
| 8.  | Dania      | 1                | 0                 |
| 9.  | Austria    | 0                | 3                 |
| 10. | Czechy     | 0                | 2                 |
| 10. | Rosja      | 0                | 2                 |
| 11. | Belgia     | 0                | 1                 |
| 11. | Chorwacja  | 0                | 1                 |
| 11. | Holandia   | 0                | 1                 |
| 11. | Jugosławia | 0                | 1                 |
| 11. | Rumunia    | 0                | 1                 |
| 11. | Szwajcaria | 0                | 1                 |
| 11. | Szwecja    | 0                | 1                 |